# 馬の品種の一覧

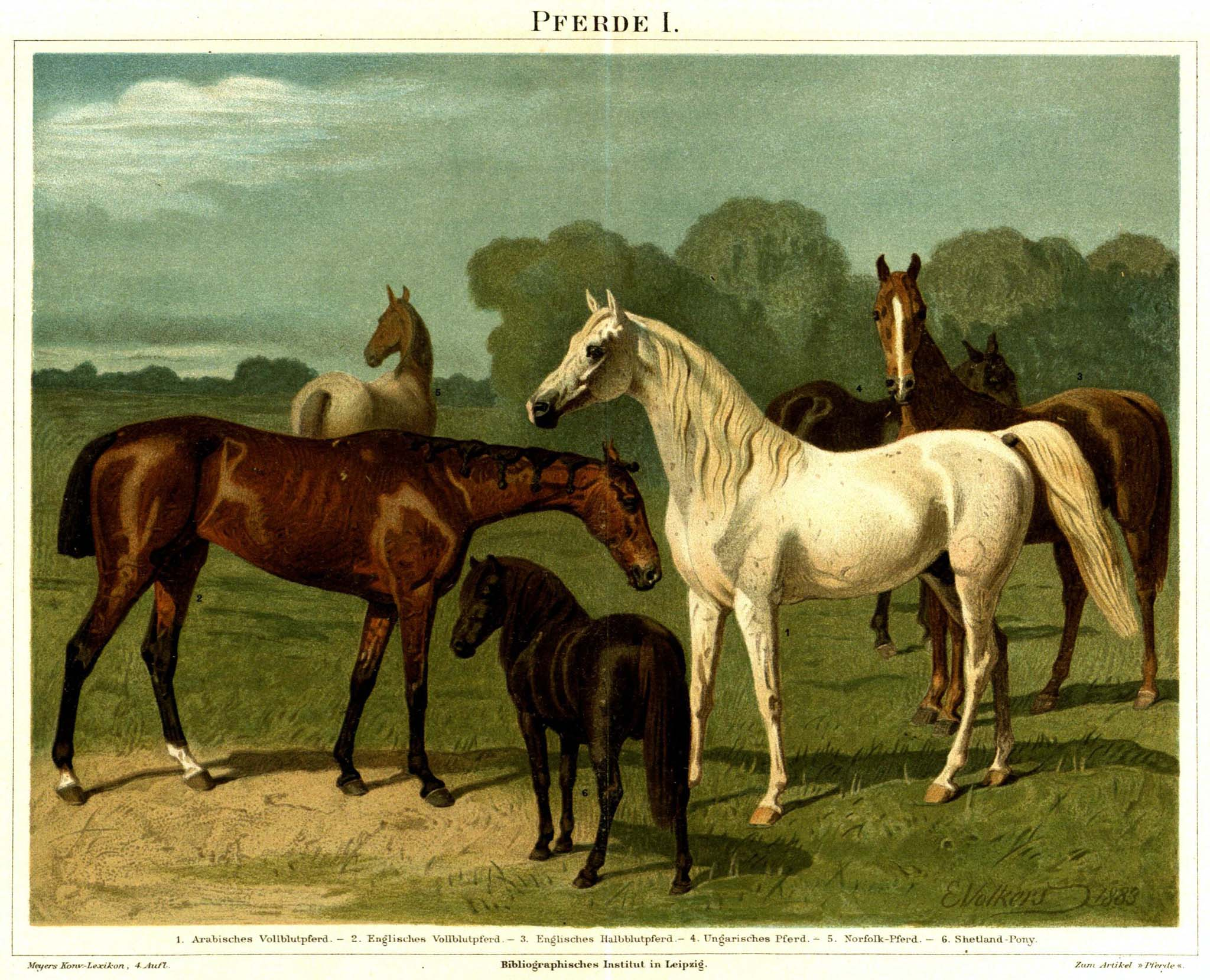
軽種馬

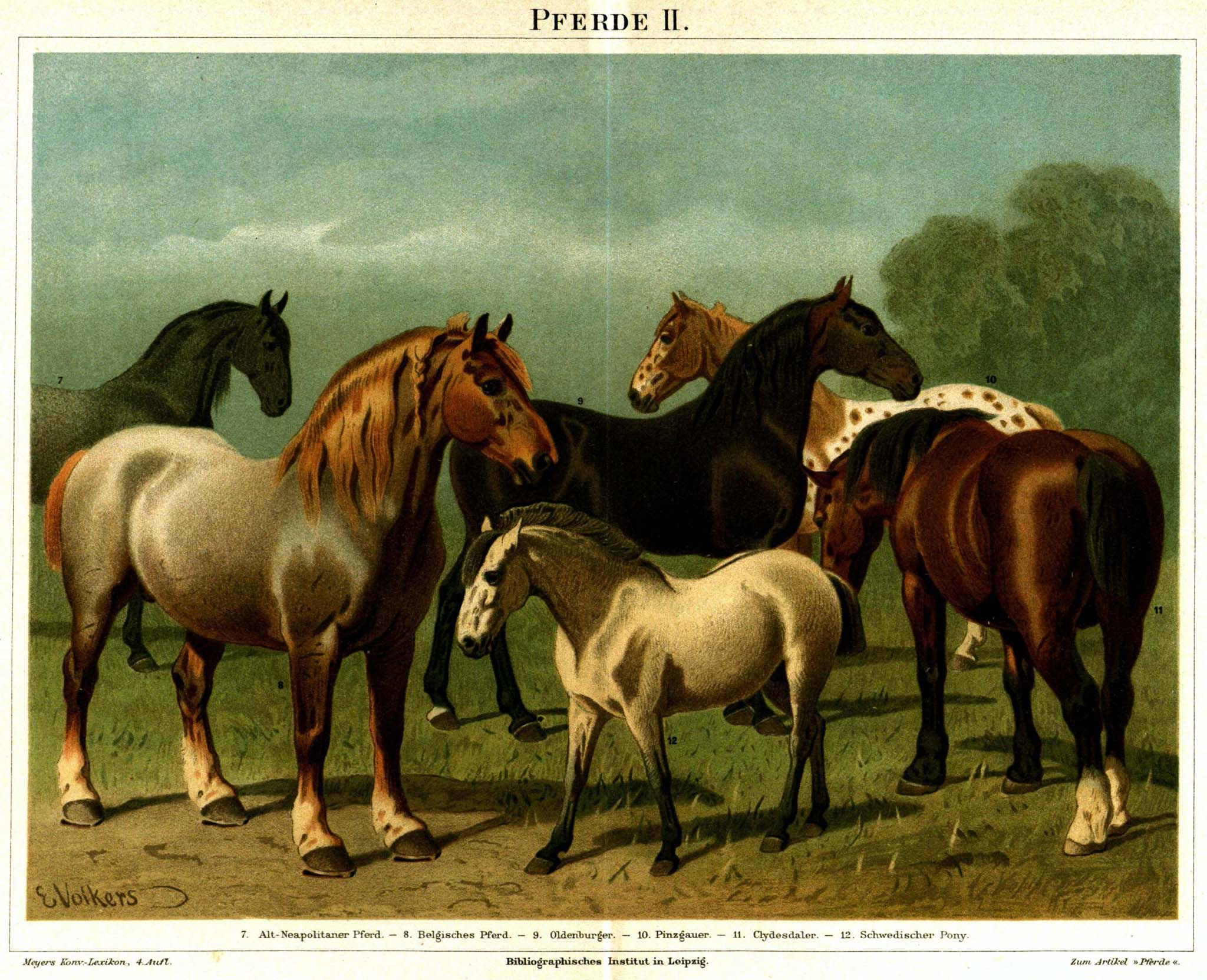
重種馬

このページでは、ウマやポニーの品種の一覧を紹介する。
また、これらの品種の中には、馬の特徴であって実際には品種ではないものもある。なぜなら品種は形質を後世（子孫）に残すことができる個体群であり、その中にあるものが純血種"en:purebred"と定義されているからである。
多くのケースにおいて、血統は血統登録書(en:breed registry)に登録されているが、馬の場合、その概念は柔軟で, 公開種馬書(en:open stud book)は新しく 純正な馬のタイプを作り出しているが、完全に何世代にわたって同じ特徴を示すわけではない。"en:color breed"やスポーツ用の馬、アンブル用の馬などといったさまざまな表現型や特徴があり、なかなか何世代にわたって同じ特徴を示さなかったり、全く示さなかったとしても、一連の身体的特徴があればどの馬も該当する。 
Category:馬の品種、 en:Horse breed、en:horse breedingやリストのリンク先も参照すること。 

## ウマの品種
ウマは成体で身長が14.2 ハンド 58インチ (150 cm) 以上の動物 Equus caballus の一員であるが、血統の登録上、馬の姿を形作る要因というものは身長よりも形質であるため、これより身長の低い動物もウマ扱いである。このページでは血統書や 種馬書  (en:stud book) がその品種をウマとしている場合、そのウマがポニーサイズでポニーの特徴を備える場合、ウマのリストにあげるものとする。 

### A-C
| - Abaco Barb： - en:Abtenauer - アビシニアン種 - en:Aegidienberger - アハルテケ - en:Albanian (horse) - en:Altai (horse) - アルテレアル - アメリカン・クリーム・ドラフト - アメリカン・インディアン・ホース - アメリカン・ペイント・ホース - アメリカンクォーターホース - アメリカン・サドルブレッド - アメリカン・ウォームブラッド - アンダルシア馬：Pura Raza Española (PRE)、Pure Spanish-bredとも - en:Andravida (horse) - アングロアラブ - アングロカバダ - アングロノルマン - アパルーサ - "Appendix" - アラブ種 - アラアパルーサ：アラ－アパルーサ、アラッパルーサ、アラルーサとも - アルデンネ、またはArdennais | - Argentine Criollo - en:Asturcon - Australian Brumby - en:Australian Draught Horse - オーストラリアン・ストック・ホース - en:Auxois - Avelignese： ハーフリンガー参照 - アステカ種 - en:Balearic (horse) - en:Balikun (horse) - en:Baluchi (horse) - ばんえい - バンカー・ホース - バルブ種 - Bashkir Curly：Curly horse参照 - en:Bavarian Warmblood - ベルジアン - ベルジャンウオームブラッド(ベルジャンハーフブラッドも含む) - en:Black Forest Horse：冷血種、Schwarzwälder Kaltblut、 Black Forestとも - en:Blazer horse - en:Boulonnais horse - Brabant - en:Brandenburger - ブラジリアン・スポーツホース(Brasileiro de Hipismo) | - en:Breton (horse)：Trait Bretonとも - ブランビー - ブジョンヌイ種またはBudenny - en:Byelorussian Harness - en:Calabrese (horse) - カマルグ種 - カマリロホワイトホース - カンポリーナ - en:Canadian Horse - en:Canadian Pacer - en:Carolina Marsh Tacky - en:Carthusian horse - en:Castilian Horse - en:Chilean Corralero - チリ種 - クリーブランド・ベイ - クライズデール - Colonial Spanish Horse - コロラド・レンジャー - en:Comtois (horse) - Cretan horse - en:Criollo (horse)：Criouloとも - en:Cuban Criollo (horse) - カーリー種 - チェコ・ウォームブラッド |

### D-K
| - en:Daliboz - ダニッシュ・ウォームブラッド - en:Danube Delta horse - en:Dole Gudbrandsdal：Dole、Dole Trotter、 Dølahestとも - Don - ダッチ・イベリアン・ホースヘビー・ドラフト - ダッチ・ハーネス - ダッチ・ウォームブラッド - イーストブルガリアン - East Friesian (horse) - エストニアン・ドラフト - ファラベラ - FaroeseまたはFaroe horse - en:FinnhorseまたはFinnish Horse - Fleuve：Fouta参照 - フィヨルド・ホース：Norwegian Fjord Horseとも - フロリダ・クラッカー - en:FoutaまたはFoutanké - en:Frederiksborg horse | - en:Freiberger - en:Friesian crossまたはFriesian Sport Horse - フリージアン・ホースHeavy Draft - en:Friesian Sporthorse (フリージアン・クロスとは別種) - en:GalicenoまたはGaliceño - en:Gelderland (horse) - German WarmbloodまたはZfDP - en:Groningen Horse - en:Gypsy Vanner horse："Coloured Cob"とも - ハクニー - ハーフリンガー - ハノーヴァリアン - ヘック種 - en:Heihe (horse) - ヒスパーノ：Spanish Anglo-Arabとも - en:Hirzai - ホルシュタイン種 - ハンガリアン・ウォームブラッド - アイスランド・ホース - インディアン・ハーフブラッド | - en:Iomud - アイリッシュ・ドラフト：Irish Draftとも - アイリッシュ・スポーツホース - イタリアンヘビードラフト - ユトランド種 - en:Kabarda (horse)：Kabardian、Kabardinとも - en:Kaimanawa horses - en:Karabair - en:Karabakh horse：Azer Atとも - カチアワリ - ケンタッキー・マウンテン・サドルホース - キング・マスタング - en:Kinsky horse - en:Kisber Felver - 木曽馬 - en:Kladruber - en:Knabstrup - コニック - en:Kustanair |

### L-R
| - ラトビアン - リピッツァナー：Lipizzanとも - リトアニアン・ヘビー・ドラフト - ロカイ - ルシタノ - Lyngshest - M'Bayar - en:Malapolski - en:Mangalarga - en:Mangalarga Marchador - マレンマーノ - マルワリ - en:Mecklenburger - en:Messara - Mezőhegyesi sport-horse (sportló)、 Mezőhegyes felverとも - メティス・トロッター - ミニチュア・ホース - 御崎馬 - ミズーリ・フォックス・トロッター - モウコノウマ：Takhi、Mongolian Wild Horse、Asian Wild Horse、Przewalski's Horseとも (種であり血統ではないが参考に) - en:Mongolian Horse | - モラブ - モーガン・ホース - マスタング - ムラコーゾ、Muräkozi、ハンガリーでの呼称はMuraközi ló - ムルケーゼ - ナショナル・ショー・ホース - en:Nez Perce Horse - ノコタ・ホース - 野間馬 - ノニウス - en:Nordlandshest/ Lyngshest - ノリーカー：Pinzgauerとも - ノース・スウェディッシュ・ホース - Norwegian Fjord - en:Novokirghiz - en:Oberlander Horse - オルデンブルク：Oldenburghとも - オルローフ・ロストプチン種(Orlov-Rostopchin) - オルロフ・トロッター - en:Ostfriesen/Alt-Oldenburger - パンパ・ホース | - パソ・フィノ(en) - ペルシュロン - ペルビアン・パソ：Peruvian Stepping Horseとも - プレヴァン - ポワトヴァン：Mulassierとも - en:Qatgani - en:Quarab - クォーターホース - ラッキング・ホース(en) - en:Rhenish-German Cold-Blood Rhinelandとも Heavy Draft - ラインランダー - ロッキー・マウンテン・ホース - Rottaler - ロシアン・ドン - ロシアン・ヘビー・ドラフト - ロシアントロッター |

### S-Z
| - サドルブレッド - サレルノ - en:San Fratello (horse) - サルディニアン：Sardinian Anglo-Arabとも - セルフランセ - シャギャ・アラブ - シャイヤー - ソーライア - en:Sokolsky horse - ソヴィエト・ヘビー・ドラフト - スパニシュ・ジェネット・ホース 歴史上の ジェネットまたはSpanish Jennetとは別種 - スパニッシュムスタング - Spanish Tarpan - en:Spotted Saddle horse - スタンダードブレッド - サフォーク・パンチ - en:Swedish Ardennes | - スウェディッシュ・ウォームブラッド - スイス・ウォームブラッド - en:Taishuh - en:Tawleed - Tchernomor - テネシー・ウオーキングホース - テルスク - サラブレッド - ティンカーホース - タイガーホース - en:Tori (horse) - en:Trait Du Nord - トラケナー - Tuigpaard - en:Ukrainian Riding Horse - en:Unmol Horse - en:Uzunyayla - en:Ventasso Horse (Cavallo Del Ventasso) - バージニア・ハイランダー | - en:Vlaamperd - ブラデミア・ヘビードラフト - Vyatka - en:Waler horse：WalerまたはAustralian Walerとも - en:Walkaloosa - Warmblood（温血種）、または温血種とされている項目参照 - Welsh Cob (Section D) - ウェストファーレン - ウィルコポルスキー - en:WürttembergerまたはWürttemberg - en:Xilingol horse - en:Yili horse - 与那国馬 - en:Zangersheide - en:Zweibrücker - Žemaitukas、Zemaituka、Zhumd、Zhemaichu、Zhmudkとも。 |

## ポニー
ポニーは14.2ハンド未満のウマをさすが、ポニーの特徴を残しておきながらも成体時の大きさがこれより大きい種類もいる。現在の栄養や生育環境の改善により、成体が 14.2ハンドを超えることは珍しくないが、ポニーでなくなる、ということはない。このリストは、ウマの特徴があってもポニーとして登録されているものをあげる。
- 注：この分け方だと、多くのミニチュアホース（英語版）の血統がポニーではなく、一般の馬という扱いになる。

### A-K
| - American Shetland シェトランドポニー参照 - en:American Walking Pony - en:Anadolu pony：Anadolu Atiとも - アリエージュ ： Merens Pony、Ariegeois pony とも - Assateague Pony - Asturian pony - オーストラリアン・ポニー - オーストラリアン・ライディング・ポニー（オーストラリアン・ポニーとは別種） - バリポニー - en:Bardigiano Pony - バシキール - バスクポニー - en:Basuto pony Basotho ponyとも - バタク - Bhutia Pony Bhotia：Bhote ghoda、Bhutan、Bhutani、Bhutuaとも。en:Indian Country Bred参照 - en:Boer Pony - en:Bosnian Pony - British Riding Pony：Riding Pony参照、 | - en:Burmese Pony - Carpathian Pony - カナディアン・ラスティック・ポニー - カスピアン - 済州島馬 - en:Chincoteague Pony - en:Chinese Guoxia - コネマラポニー - en:Czechoslovakian Small Riding Pony - デール - デリ - ダートムーア - Deutsches Reitpony - デュルメン - en:Eriskay pony - エクスムーア - ファラベラ (上記参照) - en:Faroe pony - フェルポニー - Flores pony | - en:French Saddle Pony - en:Galician Pony - en:Garrano - en:Gayoe - en:German Riding Pony：Deutsche Reitpony、Weser-Ems Ponyとも - ゴトランド - en:Guizhou pony - Gǔo-xìa pony - ハクニーポニー - en:Highland Pony - 北海道和種 - en:Hucul Pony - Hunter Pony - Icelandic pony： - en:Indian Country Bred - en:Java Pony - 日本在来馬(Japanese Native Pony) - en:Kazakh Pony - en:Kerry bog pony |

### L-Z
| - en:Landais Pony - en:Lijiang pony - en:Lundy Pony - en:Manipuri Pony - Merens Pony, Ariegeois pony参照 - ミニチュア・ホース - 御崎馬 - 宮古馬 - en:Narym Pony - ニューフォレスト・ポニー - ニューファンドランド・ポニー - 野間馬 - en:Nooitgedacht pony - en:Northlands Pony - オブ： Priob ponyとも - en:Peneia Pony | - en:Petiso Argentino - en:Pindos Pony - en:Poney Mousseye - en:Pony of the Americas - ポトック - Riding Pony - サーベルアイランド・ポニー - en:Sandalwood Pony - Sardinian Pony：Sardinian horse参照 - シェトランドポニー - Skogsruss - en:Skyros Pony - Spiti Pony：Indian Country Bred参照 - サンバ・アンド・サンバワ - チベッタン | - ティムール - ヴァージニア・ハイランダー - en:Vyatka (horse) - en:Welara - ウェルス・ポニー - ウェルシュマウンテンポニー (Section A), - ウェルス・ポニー (Section B), - ウェルス・ポニー(コブタイプ、Section C), - en:Yakut Pony - 与那国馬 - en:Zaniskari pony - en:Žemaitukas： Zemaituka, Zhumd, Zhemaichu, Zhmudkaとも |

## Color "breeds"
ほぼすべてのウマ（場合によってはポニーやミュール）の血統やタイプにあてはまるものもある。毛色は血統登録前判断・ 初期判断の双方に当てはまり、これを "en:color breed"と言う。これは、実際の馬の血統とは違い、独特な身体的特徴もなく、すべてのやり方の中で 種馬書も制限をかけていないからである。
一般的な規則として、毛色は遺伝するとは限らなく (遺伝子学的にありえない毛色もある), 特定の毛色をもたない子孫は、血統書に記すのに望ましいとは限らない。その一方で、en:limited stud bookにも登録され、独特な身体的特徴やある種の毛色のある血統もある。フリージアン・ホース、 クリーブランド・ベイ、アパルーサ、アメリカン・ペイント・ホースといったこれらの馬は color breedとしてではなく、ある種の毛色をもつ純粋な血統のある馬とされている。
よく知られた 馬の毛色による品種分けは以下のとおり:
- 河原毛
- 月毛
- ペイントホース
- 白毛

### 白毛について
白毛馬はアメリカ合衆国の登録先は、 クリーム・アンド・ホワイト・ホース協会である。かつてこのタイプのウマをアルビノ扱いしていたが、純粋なアルビノが存在しないため現在の名称になった。

## タイプ別
ウマの『タイプ』は血統ではないが、似たような表現型などをもつ馬を指すのに用いる。
タイプは血統として登録はされておらず、しばしばいくつかの血統が混じる。
タイプ扱いされている馬はいくつかの異なる種として登録されてはいない、もしくはこれと言ったペディグリーに属さないとしても、用途や容姿別の基準はある。

### 現代のタイプ
- オートルクピュルサン (AQPS)：フランスにおける乗馬用の馬を指し、アングロアラブ, セルフランセ、サラブレッド系などを指す。
- バロック：筋肉量が多く、力持ちで機敏。リピッツァナー、フリージアン、 アンダルシアン、ルシタノ、en:Classical dressageなどが該当。
- en:Canadian Cutting Horse
- コブ(馬)（英語版）
- en:Colonial Spanish Horse：北米にいたen:Jennetを先祖とするこのタイプは、現在様々な馬の血統を生み出している。
- ドラフト・ホース（英語版）またはDraught horse
- en:Feral horse：野生馬だが、先祖は家畜だったもの。現在多くの『野生』ウマがこれに該当する。家畜化されたことのない野生馬はモウコノウマのみである。
- en:Gaited horse：en:Tennessee Walker、en:Paso Finoなどといったintermediate 4歩速アンブル馬を指す。
- ジャーマン・ウォームブラッド（英語版）またはドイツ産の温血種を指し、German Horse Breeding Society (ZfDP)に登録されているものもある。
- グレード・ホース（英語版）：混血率がはっきりしない馬を指す。
- Hack：基本乗馬用。イギリスでよく用いられており、en:Show hackのコンテストもある。
- ヘビー・ウォームブラッド（英語版）：重荷運びや乗馬用。現在の温血種の先祖の種類で、いくらかの古い種も残っている。
- ハンター： 跳ね馬の一種で、ショー・ハンター（英語版）やフィールド・ハンター（英語版）もある。
- ハンター・ポニー：14.2ハンド未満のショー・ハンターまたは ショー・ジャンピング（英語版） を指す。この中には馬やポニーもいるが、コンテストによって身長の カテゴリ付けが分かれる。
- イベリアン・ホース（英語版）：アンダルシアン、アルテレアル（英語版） 、ルシタノなど、イベリア半島で血統づけられた馬やポニー。
- en:Mountain and moorland または "M&M"：ブリテン島産の馬を表すのに使われる。
- en:Oriental horse：『フォーファウンデーションズ論』のもとでオリエンタル・プロトタイプを指す。
- en:Riding Pony：イギリスでいくつかのショー・ポニーを指すのにつかわれる。
- en:Sport horse またはSporthorse：国際馬術連盟の国際試験に合格した馬。
- en:Stock horse：牛のような仕事をする筋肉量の多い複数の種の馬を指す。en:Australian Stock Horseとは別種。
- 温血種：現代の 馬場馬術やその他馬術競技のためのスポーツ馬。これには en:Dutch Warmblood、ハノーヴァリアン（英語版）、en:Swedish Warmblood、en:Westphalian (horse)なども含まれる。
- ウィンザー・グレイ（英語版）：英国王室が、人や物を運ばせるために用いた葦毛馬。

### 中世の馬
13世紀より, いくつかの血統に関する記述が残っており、身体的特徴や目的別に分けられていた。かくして中世の馬に関する記述は現在の馬の血統の記述ではない。
- Charger
- en:Courser (horse)
- en:Destrierまたは"Great Horse"
- Hobby
- en:Jennet： Spanish Jennetとも
- en:Palfrey
- en:Rouncey

## 現存しない種および血統
これらの馬およびポニーの血統は、登録はされているものの、現存しないものである。また、この中には equus caballusという種のグループのひとつだが、進化の過程で絶滅したものもある。
ただし、この節は、進化の過程で現在のequus caballusになったものはいれない。

### 家畜としての馬の先祖たち
以下は家畜としてのウマの原種とされている野生馬である
- 温血種の派生種またはen:Forest Horse, Diluvial horse (Equus ferus silvaticus)
- "Oriental"の派生種, (Equus agilis)：上記の"Oriental horse"参照
- ドラフト種の派生種
- ターパン

### 現存しない血統
これらは人間によって改良された馬の血統で、もう現存しないものである。
| - en:Chapman horse - 汗血馬 - en:Galloway pony - en:Karacabey (horse) - en:Irish Hobby - ジェネットまたはSpanish Jennet - en:Mazury (horse) | - en:Narragansett Pacer - ナポリ・ホース - en:Nisean horse - ノーフォーク・トロッター：Norfolk Roadster,ヨークシャー・トロッター( Yorkshire Trotter)、Yorkshire Roadsterとも - en:Öland horse - オールド・イングリッシュ・ブラック・ホース | - en:Pozan - ツンドラ・ホース - en:Turkoman Horse：Turkemeneとも。 アハルテケが直系種と考えられている。 - en:Yorkshire Coach Horse |